# Aposiopesis (muzyczna figura retoryczna)
Aposiopesis – figura retoryczna w muzyce stosowana do wyrażenia rozłąki, śmierci itp. Ma formę długiej pauzy we wszystkich głosach danej kompozycji. Stosowana już w greckich utworach antycznych.